# Эберндорф
Эберндорф (нем. Eberndorf, словен. Dobrla vas) — ярмарочная коммуна (нем. Marktgemeinde) в Австрии, в федеральной земле Каринтия. 
Входит в состав округа Фёлькермаркт.  Население составляет 6069 человек (на 31 декабря 2005 года). Занимает площадь 67,61 км². Официальный код  —  2 08 03.

## Политическая ситуация
Бургомистр коммуны — Йозеф Пфайфер (СДПА) по результатам выборов 2003 года.
Совет представителей коммуны (нем. Gemeinderat) состоит из 27 мест.
- СДПА занимает 14 мест.
- АНП занимает 5 мест.
- Партия EL занимает 3 места.
- АПС занимает 3 места.
- Партия UBL занимает 2 места.